# Orestes Nuti
Orestes Santiago Nuti Sanguinetti, S.D.B. (Montevideo, 15 de octubre de 1919 - 2  de noviembre de 1999), sacerdote católico uruguayo.
Fue obispo de Melo entre 1960 y 1962; posteriormente fue el primer obispo de Canelones del 2 de enero de 1962 al 25 de octubre de 1994. A partir de esa fecha fue obispo emérito, falleciendo cinco años después. Su cuerpo reposa en la Catedral de Nuestra Señora de Guadalupe de Canelones.